# Neuracanthus richardianus
Neuracanthus richardianus är en akantusväxtart som beskrevs av Louis Hyacinthe Boivin och Raymond Benoist. Neuracanthus richardianus ingår i släktet Neuracanthus och familjen akantusväxter. Inga underarter finns listade i Catalogue of Life.